# Vabre (Tarn)
Vabre és un municipi francès, de la regió d'Occitània i del departament del Tarn.

## Demografia
| 1962                                       | 1968  | 1975  | 1982  | 1990 | 1999 | 2007 |
| ------------------------------------------ | ----- | ----- | ----- | ---- | ---- | ---- |
| 1.155                                      | 1.285 | 1.119 | 1.062 | 927  | 810  | 825  |
| Des de 1962: població sense dobles comptes |       |       |       |      |      |      |

## Administració
| Període   | Identitat     | Partit |
| --------- | ------------- | ------ |
| 1995-2008 | Jacques Pagès |        |
| 2008-     | Claude Culie  |        |